# Капсид
Капси́д — оболочка вируса, состоящая из белков. Структурной субъединицей капсида является капсомер. Капсид выполняет несколько функций:
- защита генетического материала (ДНК или РНК) вируса от механических, физических и химических повреждений. Так, капсид защищает геном вируса от значительных перепадов pH и воздействия нуклеолитических энзимов. От характеристик капсида зависит и устойчивость вируса к воздействию жёсткого излучения и температуры[1];
- определение потенциала к заражению клетки;
- на начальных стадиях заражения клетки — прикрепление к клеточной мембране, разрыв мембраны и внедрение в клетку генетического материала вируса.

В заражённой клетке вирус рано или поздно начинает размножаться, используя инфраструктуру клетки. Белки, составляющие капсид, синтезируются на основе генетического материала вируса. Некоторые типы вирусов, покидая заражённую клетку, отхватывают часть билипидного слоя клеточной мембраны или мембраны некоторых органелл и «закутываются» в них, создавая тем самым дополнительный уровень защиты. Данная дополнительная оболочка вируса носит название суперкапсид.
Капсиды большинства вирусов имеют спиральную или икосаэдрическую симметрию. В случае спиральной симметрии (например, у вируса табачной мозаики) составные части капсида формируют цилиндр из уложенных по спирали белковых глобул, внутри которого находится генетический материал вируса. В случае икосаэдрической симметрии (например, у многих бактериофагов) образуется квази-сферическая структура капсида. В случае «закутанного» капсида отдельные части капсида (спирального или икосаэдрического) открыты окружающей среде, в то время как большая часть его скрыта мембраной.
Классификация вирусов (для определения семейства вирусов) осуществляется на основе структурного анализа основных типов структурных белков, входящих в состав капсида. Так, по результатам структурного анализа капсида в одно семейство были помещены бактериофаг PRD1, вирус хлорелл, обитающих в Paramecium bursaria, и аденовирус млекопитающих.